# 寒田親将
寒田 親将（そうだ ちかかど/ちかまさ）は、戦国時代の武将。大友氏の家臣。加判衆（家老職）の一角であった寒田親景（ちかかげ）の子孫と言われる（親景の息子とする説が有力）。

## 出自
寒田氏は相模国大友郷時代から大友氏に付き従って豊後下向したと言われる。神奈川県秦野市に寒田神社があるが、ここは「さむた」と呼称する。寒川神社六摂社の一つで、古庄氏出身の大友氏の母方である波多野氏がここの出身である。大友氏総領である大友能直が源頼朝の命令で豊後国守護職に任命される直前に、秦野の大友郷に入って地名である「大友」を姓にした（『大分県の歴史』渡辺澄夫）時から寒田氏もおそらく従属したのではないかと思われる。
寒田親景については『大分県資料』や「朽網親満之乱」（田北学）によると、明応6年（1497年）3月の大友氏年寄衆連署奉書で、加判者の一人として名が載っており（他は朽網親満、小佐井堅永、永富繁直、大津留繁綱、本庄繁栄）、親景が大友氏中盤あたりの時代に家老職級の位置にあったことだけは明確であるが、子孫の親将については所伝がほとんどない。

## 生涯
天文3年（1534年）、大内義隆は豊後平定を狙い、豊前国宇佐郡糸口原に布陣。一方、大友義鑑は国東吉弘城主・吉弘氏直（吉弘鑑理の父）、寒田親将を大将に、豊前大村山の頂上に集結させた。4月6日早朝、大村山の大友軍に対し、大内軍は勢場ヶ原から奇襲をかける。動揺した大友軍の吉弘氏直はこれに対し敵軍めがけて突進してしまう。親将は敵の大将・杉長門守（架空の人物）を一騎討ちで討ち取るが、数で勝る大内軍は鶴翼の陣に切り替え、吉弘氏直は矢が馬に当たり転落。徒歩で戦ったが矢疵を受けて倒れた。吉弘氏直を助けようとした親将もここで戦死した（勢場ヶ原の戦い）。
大分県杵築市にある大村山（大牟礼山）山頂に、大内氏との争いで戦死した副将親将を弔った墓碑があり、その墓碑には「寒田三河守寒応智音大居士」と戒名がある。裏には、「寒田氏、其先出大友氏、大友左近将監　能直七世寒田三河守親将、戦死于豊後国大村山実天文三年卯月六日也、葬大村山上、諡智音公、碑石、距今数年而折、文政甲申十一月、再命工改造焉、十一世孫柳川士寒田新介鎮邑謹再建」とある。名前にしている「親」の文字はおそらく大友親世らの通字「親」の一文字をもらったものと想像できる。この墓碑はいくさののちに福岡県の柳川藩へ移住した寒田新介の手によって建てられたとある。
現在の大村山には吉弘氏直と寒田親将を供養する墓が置かれている。その寒田親将の墓に寄り添うようにある地蔵菩薩は杵築市指定の文化財となっている。